# Crossage
Le crossage est un jeu ou un sport pratiqué dans le sud de la Belgique et le Nord de la France. Certains y voient un ancêtre du golf.  On en connaît au moins trois formes.

## Le crossage en plaine
Appelé aussi « jeu de chôle », le crossage en plaine trouve ses origines au Moyen âge (un testament de 1262 et une ordonnance de 1369 en attestent l’existence). Aujourd'hui encore ce jeu est pratiqué très régulièrement et avec une grande passion autour de Maubeuge, en France, et de  Mons-Borinage en Belgique.
La crosse est constituée d'un manche (le fût) le plus souvent en bois de hêtre terminé à l'une des extrémités par un « fer ». Cette tête métallique possède deux parties : le plat qui frappe la soulette (la balle) lorsque celle-ci est bien placée sur le sol et le pic qui, par sa forme arquée, permet de sortir la soulette des ornières ou la soulever plus haut. 
La soulette est faite de bois. En compétition, on utilise essentiellement le bois de charme ; sa forme est ovoïde de 45 mm de grand axe et 40 mm pour le petit. En partie amicale, on joue avec des balles de tailles différentes selon la longueur du coup.
Le but du jeu consiste à frapper la balle en un minimum de coups d'un point de départ jusqu'à un but. Aujourd'hui ce but est constitué d'une planche de 18 à 20cm de largeur, haute de 1,80 m à 2 m. Après trois coups frappés par un joueur, le jouer adverse va « déchouler » ou « décholer ». Il va frapper la balle pour l'éloigner du but ou la placer en position difficile pour le coup suivant.

## Le crossage «à l’tonne»
Cette forme est dérivée de la précédente mais se pratique dans les rues des villages. Le but est d’atteindre un tonneau de bière disposé devant un débit de boisson. Le danger inhérent à ce jeu l’a fait interdire à maintes reprises. On connait déjà une ordonnance du roi  Philippe V en 1319 interdisant le crossage en rue. En 1700, les crosseurs lillois sont chassés de la ville.
Aujourd’hui le « crossage » de la ville de Chièvres attire des centaines de participants le jour du mercredi des cendres, au lendemain du mardi gras. Il est repris sur la liste des chefs-d'œuvre du Patrimoine oral et immatériel de la Fédération Wallonie-Bruxelles depuis 2022. Les communes de Vaudignies, Harchies, Blaton, Quevaucamps, Péruwelz, Wiers, Pipaix ou Basècles  perpétuent également la tradition.
A la même date, dans trois communes du  Valenciennois, Onnaing, Quarouble et Vicq, le « chôlage » rassemble encore de nombreux participants. A Angre, depuis le début du XXe siècle, on « chôle » en rues durant trois jours, du dimanche au mardi gras. 
Dans le village d'Anvaing lors de la Saint-Joseph (début du printemps), les crosseurs pratiquent le crossage « à l'tonne » avec du matériel de plaine (pic et plat), ce qui est unique en son genre. Le 25 mars 2018, Christine D'Hont écrit une nouvelle page en devenant la première femme (en équipe avec Bernard Hellin) à remporter la compétition annuelle. Elle devient ainsi une grande figure féminine du crossage, elle entre dans la légende et dans l'histoire du crossage de la Saint-Joseph à Anvaing. En 2019, cette même équipe aligne une seconde victoire.

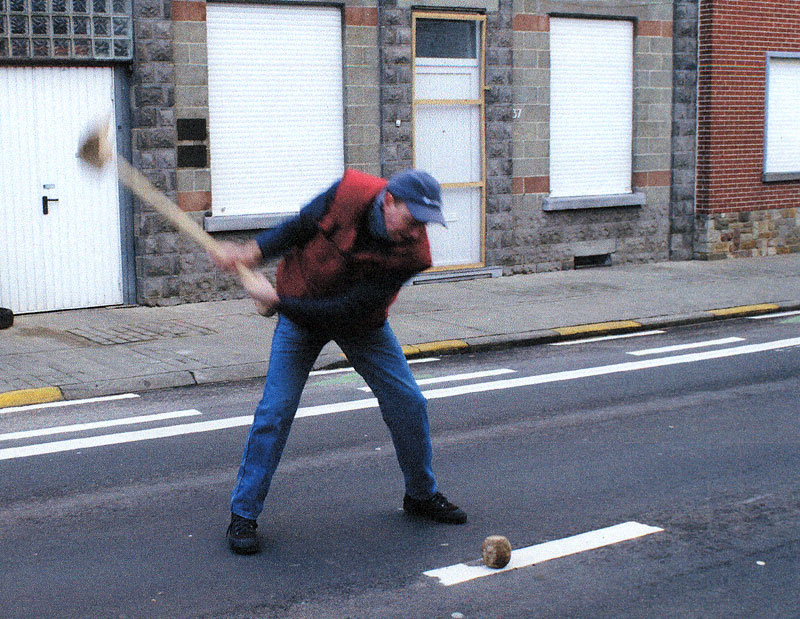
Chièvres, 6 février 2008
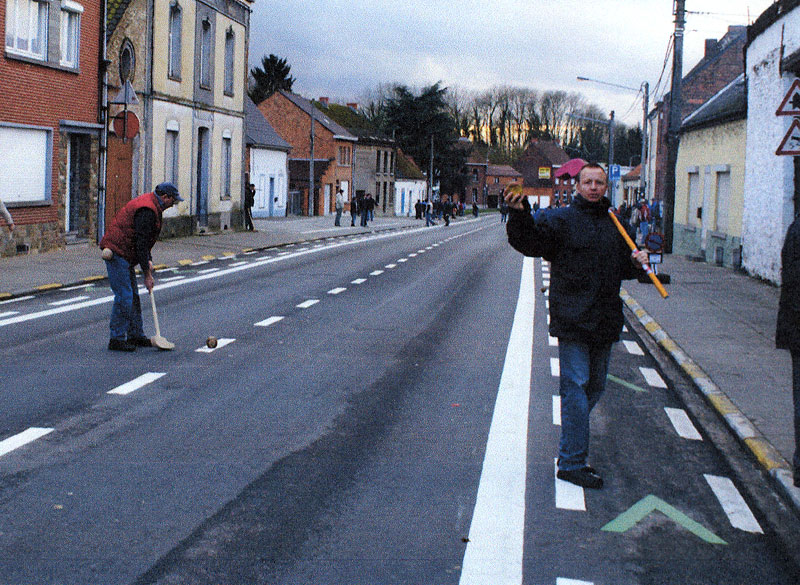
Chièvres, 6 février 2008

## Le crossage au paillet
Dans la cour d’un café, les crosseurs tentent de faire tomber des prix emplumés disposés sur une herse (un peu comme dans le tir à l’arc). Le dernier lauréat est alors proclamé « roi ». Il s’agit surtout d’un jeu pratiqué lors des ducasses à l’ouest du Hainaut et plus particulièrement dans le Borinage.

## Autres formes historiques
En Flandre, Brabant et Pays-Bas : le colf (Het kolven). Au XIVe siècle, on pratiquait aux Pays-Bas un jeu qui présente lui aussi quelques similitudes avec le golf. On y joue sur un terrain non aménagé qui consiste à propulser une balle sur une longue distance en se donnant des objectifs à atteindre.
En Écosse, le golf. Une tradition veut que les Écossais venus soutenir les Français dans leur lutte contre les Anglais lors de la bataille de Baugé (1421) auraient assisté à une partie de chôle et auraient repris le jeu à leur compte.
Dans le sud de la France  et les capitales européennes, le mail : pratiqué déjà en France au XVIe siècle le jeu de mail (encore appelé pall-mall) possède des règles et des attitudes de jeu qui ressemblent très fortement au golf. C'est pour ce jeu que nous connaissons les règles les plus anciennement imprimées, 1717. La variante du mail à la chicane était encore jouée au début du XXe siècle) Montpellier et Aix-en-Provence.
En Hainaut et Flandre française, le jeu de crosse.
On peut noter des similitudes phonétiques entre « golf », « kolven » et « chole » (prononcé vraisemblablement « kole » - comme il est d'usage, aujourd'hui encore en dialecte picard de changer le « ch » en « k »)